# Aeroportul New Amsterdam
Aeroportul New Amsterdam (IATA: QSX, ICAO: SYNA) este un aeroport din East Berbice-Corentyne, Guyana ce deservește zona New Amsterdam⁠(d).
Situat la o altitudine de 1 m, aeroportul dispune de o singură pistă.